# Folketingswahl 1960
- F: 11
- A: 76
- B: 11
- Sonst.: 4
- D: 38
- U: 6
- C: 32
- S: 1

Die Folketingswahl 1960 am 15. November war die 49. Wahl zum dänischen Parlament, dem Folketing. Ausgeschrieben wurde die Wahl am 4. Oktober desselben Jahres. Von der regierenden „Dreiecks-Koalition“ aus Sozialdemokraten, Radikale Venstre und Retsforbundet konnten einzig die Sozialdemokraten profitieren. Der Retsforbund verpasste gar die Sperrklausel und schied aus dem Parlament aus. Sich neu im Folketing etablieren konnte die Socialistisk Folkeparti, die sich aus einer Abspaltung der Kommunistiske Parti gebildet hatte. Diese rutschte ihrerseits ebenfalls unter die Sperrmarke von 60.000 Stimmen. Sozialdemokraten und Radikale Venstre bildeten mit Viggo Kampmann erneut die Regierung. Im September 1962 trat Kampmann zurück und Außenminister Jens Otto Krag führte die Koalition bis zur nächsten Wahl mit der Regierung Krag I fort.

## Wahlmodus
Wahlberechtigt zur Folketingswahl waren alle dänischen Staatsbürger, die das 23. Lebensjahr vollendet hatten und einen Wohnsitz in Dänemark besaßen. Jeweils zwei Mandate wurden auf den Färöern und auf Grönland vergeben, 175 Mandate wurden im übrigen Dänemark in einer Verhältniswahl vergeben. Dabei wurden zunächst 135 so genannte Wahlkreismandate (kredsmandater) auf die 23 Groß- und Amtskreise (stor- og amtskredse) aufgetrennt und dort nach dem regionalen Stimmverhältnis verteilt. Anschließend wurden landesweit nochmals weitere 40 Ausgleichsmandate (tillægsmandater) ausgegeben, um den Stimmverhältnissen möglichst nahe zu kommen. Für diese Mandatsverteilung galt eine Hürde von mindestens 60.000 Stimmen, die allerdings mit einem Wahlkreismandat umgangen werden konnte.

## Ergebnisse

### Dänemark
| Partei                                             | Liste              | Stimmen   | Prozent   | ± %       | Sitze     | ± Sitze   |
| -------------------------------------------------- | ------------------ | --------- | --------- | --------- | --------- | --------- |
| Socialdemokratiet Sozialdemokraten                 | A                  | 1.023.794 | 42,1 %    | +2,7      | 76        | ▲ 6       |
| Venstre Liberale Partei                            | D                  | 0.512.041 | 21,1 %    | −4,0      | 38        | ▼ 7       |
| Det Konservative Folkeparti Konservative           | C                  | 0.435.764 | 17,9 %    | +1,3      | 32        | ▲ 2       |
| Socialistisk Folkeparti Sozialistische Volkspartei | F                  | 0.149.440 | 06,1 %    | neu       | 11        | ▲ 11      |
| Det Radikale Venstre Sozialliberale                | B                  | 0.140.979 | 05,8 %    | −2,0      | 11        | ▼ 3       |
| De Uafhængige Die Unabhängigen                     | U                  | 0.081.134 | 03,3 %    | +1,0      | 06        | ▲ 6       |
| Danmarks Retsforbund Gerechtigkeitsbund            | E                  | 0.052.330 | 02,2 %    | −3,1      | 0         | ▼ 9       |
| Danmarks Kommunistiske Parti Kommunistische Partei | K                  | 0.027.298 | 01,1 %    | −2,0      | 0         | ▼ 6       |
| Slesvigske Parti Schleswigsche Partei              | S                  | 0.009.058 | 00,4 %    | −0,0      | 01        | ▬ 0       |
| Parteilose                                         | Parteilose         | 0.000.109 | 00,0 %    | +0,0      | 0         | –         |
|                                                    |                    |           |           |           |           |           |
| Wahlberechtigte                                    | Wahlberechtigte    | 2.842.336 | 2.842.336 | 2.842.336 | 2.842.336 | 2.842.336 |
| Abgegebene Stimmen                                 | Abgegebene Stimmen | 2.439.936 | 2.439.936 | 2.439.936 | 2.439.936 | 2.439.936 |
| Gültige Stimmen                                    | Gültige Stimmen    | 2.431.947 | 2.431.947 | 2.431.947 | 2.431.947 | 2.431.947 |
| Wahlbeteiligung                                    | Wahlbeteiligung    | 85,8 %    | 85,8 %    | 85,8 %    | 85,8 %    | 85,8 %    |

### Färöer
Den färöischen Sozialdemokraten gelang ein immenser Wahlerfolg. Beachtenswert ist auch das Ergebnis des Parteilosen Karsten Hoydal, der mit 2.033 Stimmen nur knapp hinter den Parteien blieb.
| Partei                             | Stimmen | Prozent | ± %    | Sitze  | ± Sitze |  |
| ---------------------------------- | ------- | ------- | ------ | ------ | ------- |  |
| Javnaðarflokkurin Sozialdemokraten | 3.712   | 34,2 %  | +5,6   | 1      | ▲ 1     |  |
| Sambandsflokkurin Unionisten       | 2.391   | 22,0 %  | −15,6  | 1      | ▬ 0     |  |
| Fólkaflokkurin Volkspartei         | 2.158   | 19,9 %  | −13,9  | 0      | ▼ 1     |  |
| Parteilose                         | 2.583   | 23,8 %  | neu    | 0      | –       |  |
|                                    |         |         |        |        |         |  |
| Wahlberechtigte                    | 19.089  | 19.089  | 19.089 | 19.089 | 19.089  |  |
| Abgegebene Stimmen                 | 10.899  | 10.899  | 10.899 | 10.899 | 10.899  |  |
| Gültige Stimmen                    | 10.844  | 10.844  | 10.844 | 10.844 | 10.844  |  |
| Wahlbeteiligung                    | 57,1 %  | 57,1 %  | 57,1 % | 57,1 % | 57,1 %  |  |

### Grönland
| Kandidat             | Stimmen                                                          | Prozent                                                          | Sitze                                                            | ± Sitze                                                          |                      |
| 1. Aufstellungskreis | 1. Aufstellungskreis                                             | 1. Aufstellungskreis                                             | 1. Aufstellungskreis                                             | 1. Aufstellungskreis                                             | 1. Aufstellungskreis |
| -------------------- | ---------------------------------------------------------------- | ---------------------------------------------------------------- | ---------------------------------------------------------------- | ---------------------------------------------------------------- | -------------------- |
| Mikael Gam           | 1.187                                                            | 29,8 %                                                           | 1                                                                | ▲ 1                                                              |                      |
| Peter Nielsen        | 0.977                                                            | 24,5 %                                                           | 0                                                                | –                                                                |                      |
| Knud Hertling        | 0.775                                                            | 19,5 %                                                           | 0                                                                | –                                                                |                      |
| Carl Broberg         | 0.656                                                            | 16,5 %                                                           | 0                                                                | –                                                                |                      |
| Peter Egede          | 0.389                                                            | 09,8 %                                                           | 0                                                                | –                                                                |                      |
| 2. Aufstellungskreis |                                                                  |                                                                  |                                                                  |                                                                  |                      |
| Nikolaj Rosing       | 3.078                                                            | 68,3 %                                                           | 1                                                                | ▲ 1                                                              |                      |
| Erling Høegh         | 1.009                                                            | 22,4 %                                                           | 0                                                                | –                                                                |                      |
| Otto Sandgreen       | 0.418                                                            | 09,3 %                                                           | 0                                                                | –                                                                |                      |
|                      |                                                                  |                                                                  |                                                                  |                                                                  |                      |
| Wahlberechtigte      | 13.005 1. Aufstellungskreis: 6.036 2. Aufstellungskreis: 6.969   | 13.005 1. Aufstellungskreis: 6.036 2. Aufstellungskreis: 6.969   | 13.005 1. Aufstellungskreis: 6.036 2. Aufstellungskreis: 6.969   | 13.005 1. Aufstellungskreis: 6.036 2. Aufstellungskreis: 6.969   |                      |
| Abgegebene Stimmen   | 8.560 1. Aufstellungskreis: 4.007 2. Aufstellungskreis: 4.553    | 8.560 1. Aufstellungskreis: 4.007 2. Aufstellungskreis: 4.553    | 8.560 1. Aufstellungskreis: 4.007 2. Aufstellungskreis: 4.553    | 8.560 1. Aufstellungskreis: 4.007 2. Aufstellungskreis: 4.553    |                      |
| Gültige Stimmen      | 8.489 1. Aufstellungskreis: 3.984 2. Aufstellungskreis: 4.505    | 8.489 1. Aufstellungskreis: 3.984 2. Aufstellungskreis: 4.505    | 8.489 1. Aufstellungskreis: 3.984 2. Aufstellungskreis: 4.505    | 8.489 1. Aufstellungskreis: 3.984 2. Aufstellungskreis: 4.505    |                      |
| Wahlbeteiligung      | 65,8 % 1. Aufstellungskreis: 66,4 % 2. Aufstellungskreis: 65,3 % | 65,8 % 1. Aufstellungskreis: 66,4 % 2. Aufstellungskreis: 65,3 % | 65,8 % 1. Aufstellungskreis: 66,4 % 2. Aufstellungskreis: 65,3 % | 65,8 % 1. Aufstellungskreis: 66,4 % 2. Aufstellungskreis: 65,3 % |                      |